# Bernard Bouvard
Bernard Bouvard, né le 18 janvier 1924 à Valay et mort le 21 juillet 2009 à Gray, est un coureur cycliste français, spécialiste du demi-fond.

## Palmarès
- 1949
  - Grand Prix de l'UCI (avec Roger Godeau)
  - Prix Aerts-Sérès (avec Roger Godeau)
  - 2e des Six Jours de Saint-Étienne (avec Roger Godeau)
- 1950
  - Prix des 7 Nations (avec Roger Godeau)
  - Prix Hourlier-Comès (avec Roger Godeau)
  - 2e des Six jours de Berlin (avec Henri Surbatis)
  - 3e des Six jours de New York (avec Roger Godeau)
- 1952
  - Prix Aerts-Sérès (avec Roger Godeau)
  - 2e des Six Jours de Saint-Étienne (avec Roger Godeau)
- 1957
  - 2e du championnat de France de demi-fond
- 1958
  -  Champion de France de demi-fond
- 1959
  -  Champion de France de demi-fond
  - 2e des Six Jours de Buenos Aires (avec Jacques Bellenger)
- 1960
  - 3e des Six Jours de Buenos Aires (avec Jean Raynal)